# (5641) McCleese
(5641) McCleese es un asteroide perteneciente a asteroides que cruzan la órbita de Marte descubierto el 27 de febrero de 1990 por Eleanor F. Helin desde el Observatorio del Monte Palomar, Estados Unidos.

## Designación y nombre
Designado provisionalmente como 1990 DJ. Fue nombrado McCleese en honor a Daniel J. McCleese, cuya investigación se centra principalmente en la física atmosférica y la instrumentación infrarroja para la detección remota de atmósferas planetarias. Como gerente de la División de Ciencias de la Tierra y el Espacio del Laboratorio de Propulsión a Reacción, incluye en su ámbito todos los aspectos científicos del programa de Seguimiento de Asteroides Cercanos a la Tierra.

## Características orbitales
McCleese está situado a una distancia media del Sol de 1,819 ua, pudiendo alejarse hasta 2,049 ua y acercarse hasta 1,589 ua. Su excentricidad es 0,126 y la inclinación orbital 22,20 grados. Emplea 896,502 días en completar una órbita alrededor del Sol.

## Características físicas
La magnitud absoluta de McCleese es 14. Tiene 5,68 km de diámetro y su albedo se estima en 0,291. Está asignado al tipo espectral A según la clasificación SMASSII.